# モハマド6世 (フリゲート)
モハマド6世（英語: Mohammad VI、アラビア語: محمد السادس）は、モロッコ海軍のフリゲート。フランスとイタリアが共同開発したFREMM型フリゲートの一隻で、モロッコ海軍には同型艦はない。艦番号は701。

## 設計
本艦の設計は、FREMM型フリゲートのうちフランス海軍向けのアキテーヌ級の対潜型をベースにしている。おおむねアキテーヌ級と同一仕様だが、モロッコ側の要求により細部が異なっており、ディーゼル機関は原型と異なり、兵装では巡航ミサイルは搭載せず短魚雷発射管が連装ではなく3連装のものが採用され、電子装備ではシラキュース衛星通信システムは非搭載で電子戦装備にも違いがある。
アキテーヌ級ベースの輸出艦には本艦以外にエジプト海軍の「ターヤ・ミスル」があるが、フランス海軍向けに建造中だった艦を途中購入したエジプトと異なり、本艦は当初からモロッコ向けとしての新規建造である。

## 艦歴
2007年10月に発注予定が公表され、2008年4月に正式に契約が締結された。
2009年にフランスのDCNS（現ナバル・グループ）ロリアン工廠で起工、2011年9月14日に進水、2013年4月から海上公試が開始され、2014年1月30日に就役した。ブレスト港で開催された納入式典には、モロッコのムーレイ・ラシード王子とフランスのジャン＝イヴ・ル・ドリアン国防大臣が出席した。建造中は艦番号が舷側に「D601」と記されていたが、就役時点で「701」に変更されている。